# KOI8-R
KOI8-R(RFC 1489)은 프로그래머 안드레이 체르노프가 1993년에 KOI-8 인코딩에서 파생시킨 8비트 문자 인코딩으로, 키릴 문자의 러시아어 하위 집합을 사용하는 러시아어를 지원하도록 설계되었다. KOI-8은 차례로 MTK-2 텔레타이프 코드에서 러시아어와 라틴어 문자의 음성 일치를 계승한 KOI-7 인코딩의 8비트 확장이다. 그 결과, KOI8-R의 러시아어 키릴 문자는 ISO 8859-5와 같은 일반적인 키릴 문자의 알파벳 순서가 아닌 유사 라틴어 알파벳 순서로 되어 있다. 이것은 부자연스럽게 보일 수 있지만, 8번째 비트가 제거되어도 텍스트가 ASCII 기반 인코딩(KOI8-R 자체 포함)에서 대소문자가 반전된 전자된 형태로 부분적으로 읽을 수 있는 유용한 효과가 있다. 예를 들어, "Код для обмена и обработки информации" (KOI 약어의 러시아어 의미)는 kOD DLQ OBMENA I OBRABOTKI INFORMACII가 된다.
KOI-8은 "정보 교환을 위한 8비트 코드"를 의미하는 8-bitnyy kod dlya obmena i obrabotki informatsii(러시아어: 8-비트니 코드 델리아 오베마 이 오브라보트키 인포르마치)를 나타낸다. 마이크로소프트 윈도우에서 KOI8-R은 코드 페이지 번호 20866이 할당되어 있다. IBM에서 KOI8-R은 코드 페이지 878이 할당되어 있다. KOI8-R은 또한 불가리아어도 포함한다.
이러한 언어에 대한 적절한 인용 부호가 없는데, «...»와 불가리아어 „...“ 모두 해당한다. Windows-1251은 이들을 지원하며 더 많은 문자를 지원하므로 더 인기가 많아졌다. KOI8-R은 웹사이트의 0.004% 미만에서 사용되며, 주로 러시아와 불가리아 웹사이트에서 사용된다. 유니코드와 UTF-8은 현대 애플리케이션에서 단일 바이트 키릴 인코딩보다 선호되며, 유니코드에는 옛 키릴 문자를 포함하여 436개의 키릴 문자가 포함되어 있다.

## 문자 집합
다음 표는 KOI8-R 인코딩을 보여준다. 각 문자는 해당 유니코드 코드 포인트와 함께 표시된다.
|    | 0      | 1      | 2      | 3      | 4      | 5      | 6      | 7      | 8      | 9      | A      | B      | C      | D      | E      | F      |
| 0x |        |        |        |        |        |        |        |        |        |        |        |        |        |        |        |        |
| 1x |        |        |        |        |        |        |        |        |        |        |        |        |        |        |        |        |
| 2x | SP     | !      | "      | #      | $      | %      | &      | '      | (      | )      | *      | +      | ,      | -      | .      | /      |
| 3x | 0      | 1      | 2      | 3      | 4      | 5      | 6      | 7      | 8      | 9      | :      | ;      | <      | =      | >      | ?      |
| 4x | @      | A      | B      | C      | D      | E      | F      | G      | H      | I      | J      | K      | L      | M      | N      | O      |
| 5x | P      | Q      | R      | S      | T      | U      | V      | W      | X      | Y      | Z      | [      | \      | ]      | ^      | _      |
| 6x | `      | a      | b      | c      | d      | e      | f      | g      | h      | i      | j      | k      | l      | m      | n      | o      |
| 7x | p      | q      | r      | s      | t      | u      | v      | w      | x      | y      | z      | {      | \|     | }      | ~      |        |
| 8x | ─ 2500 | │ 2502 | ┌ 250C | ┐ 2510 | └ 2514 | ┘ 2518 | ├ 251C | ┤ 2524 | ┬ 252C | ┴ 2534 | ┼ 253C | ▀ 2580 | ▄ 2584 | █ 2588 | ▌ 258C | ▐ 2590 |
| 9x | ░ 2591 | ▒ 2592 | ▓ 2593 | ⌠ 2320 | ■ 25A0 | ∙ 2219 | √ 221A | ≈ 2248 | ≤ 2264 | ≥ 2265 | NBSP   | ⌡ 2321 | ° 00B0 | ² 00B2 | · 00B7 | ÷ 00F7 |
| Ax | ═ 2550 | ║ 2551 | ╒ 2552 | Ё 0451 | ╓ 2553 | ╔ 2554 | ╕ 2555 | ╖ 2556 | ╗ 2557 | ╘ 2558 | ╙ 2559 | ╚ 255A | ╛ 255B | ╜ 255C | ╝ 255D | ╞ 255E |
| Bx | ╟ 255F | ╠ 2560 | ╡ 2561 | Ё 0401 | ╢ 2562 | ╣ 2563 | ╤ 2564 | ╥ 2565 | ╦ 2566 | ╧ 2567 | ╨ 2568 | ╩ 2569 | ╪ 256A | ╫ 256B | ╬ 256C | © 00A9 |
| Cx | Ю 044E | А 0430 | Б 0431 | Ц 0446 | Д 0434 | Е 0435 | Ф 0444 | Г 0433 | Х 0445 | И 0438 | й 0439 | К 043A | Л 043B | М 043C | Н 043D | О 043E |
| Dx | П 043F | я 044F | Р 0440 | С 0441 | Т 0442 | У 0443 | Ж 0436 | В 0432 | Ь 044C | Ы 044B | З 0437 | Ш 0448 | Э 044D | Щ 0449 | Ч 0447 | Ъ 044A |
| Ex | Ю 042E | А 0410 | Б 0411 | Ц 0426 | Д 0414 | Е 0415 | Ф 0424 | Г 0413 | Х 0425 | И 0418 | Й 0419 | К 041A | Л 041B | М 041C | Н 041D | О 041E |
| Fx | П 041F | Я 042F | Р 0420 | С 0421 | Т 0422 | У 0423 | Ж 0416 | В 0412 | Ь 042C | Ы 042B | З 0417 | Ш 0428 | Э 042D | Щ 0429 | Ч 0427 | Ъ 042A |

## 같이 보기
- KOI8-B, 문자 하위 집합만 구현된 KOI8-R의 파생물
- KOI8-U, 우크라이나어 문자를 추가한 또 다른 파생 인코딩
- KOI 문자 인코딩
- RELCOM
- Windows-1251, 또 다른 일반적인 키릴 문자 인코딩

## 추가 자료
- Flohr, Guido; Kiss, Gabor; Chernov, Andrey A. (2016) [2006]. “Locale::RecodeData::KOI8_R - Conversion routines for KOI8-R”. 《CPAN libintl-perl》. 1.0. 2017년 1월 15일에 원본 문서에서 보존된 문서. 2017년 1월 15일에 확인함.
- Kostis, Kosta. “koi8-r (Russian U*IX encoding, also used by RELCOM)”. 1.20. 2017년 1월 16일에 원본 문서에서 보존된 문서. 2017년 1월 16일에 확인함.
- RFC 1489
- “KOI8-R (RFC 1489)”. 《커밋》. 컬럼비아 대학교. 2020년 6월 24일에 확인함.
- Kornai, Andras; Birnbaum, David J.; da Cruz, Frank; Davis, Bur; Fowler, George; Paine, Richard B.; Paperno, Slava; Simonsen, Keld J.; Thobe, Glenn E.; Vulis, Dimitri; van Wingen, Johan W. (1993년 3월 13일). “CYRILLIC ENCODING FAQ Version 1.3”. 1.3. 2020년 6월 24일에 확인함.